# Associação de Desportos Amadores do Vaticano
A Associação de Desportos Amadores "Desporto no Vaticano" (em em italiano:  Associazione Sportiva Dilettantistica "Sport in Vaticano"   ) é uma associação desportiva italiana de funcionários que trabalham na Cidade do Vaticano. A Associação está sediada na Itália e tem um escritório operacional na Cortile di San Damaso, dentro do Vaticano. O atual presidente é Domenico Ruggiero.

## História
A associação foi fundada em 1972 pelo Dr. Sergio Valci, um funcionário do Vaticano. Ele permaneceu Presidente da Associação até sua morte em 2012. A miss a foi celebrada pelos membros da Associação no túmulo de São Pedro, abaixo da Basílica de São Pedro, nas grutas do Vaticano.

## Desporto
A Associação de Desportos Amadores do Vaticano está atualmente envolvida com o futebol e permanece aberta a outros desportos.

### Futebol
A Cidade do Vaticano é um dos oito estados independentes e oficialmente reconhecidos cuja seleção nacional de futebol não é membro da FIFA (os outros são Mônaco, Tuvalu, Kiribati, Estados Federados da Micronésia, Nauru, Ilhas Marshall e Palau ).. No entanto, a Cidade do Vaticano tem uma seleção masculina desde 1994[carece de fontes?] e uma seleção feminina desde 2019.
Em 2006, o porta-voz da UEFA, William Gaillard, disse a um meio de comunicação que não via razão para o Vaticano não ter uma seleção nacional em competições internacionais. Ele disse: "Já temos estados com 30.000 cidadãos como San Marino, Liechtenstein e Andorra . Se o Vaticano quiser se tornar membro da UEFA, tudo o que precisa fazer é se inscrever. Se atender aos requisitos, será aceito ”. Naquela época, o cardeal Tarcisio Bertone insistia que o futuro do futebol do Vaticano está apenas nos jogos e competições amadoras. Em maio de 2014, Domenico Ruggerio, presidente da associação nacional de futebol, afirmou: "Prefiro ser amador. . . entrar na FIFA, nesse nível, será como um negócio "depois de afirmar:" A importante mensagem de amizade e amor é demonstrada pelo desporto - o desporto real, não o negócio que está no futebol atualmente. . . Não é apenas importante vencer uma partida; é como você se comporta. " Portanto, isso, ele acrescentou, significava que "o ethos da equipa de futebol do Vaticano estava em desacordo com a filiação à FIFA.
Além das seleções nacionais de futebol, a Associação organiza o Campeonato da Cidade do Vaticano, Coppa Sergio Valci, e o Supercoppa Vaticano .